# Castelbellino
Castelbellino – miejscowość i gmina we Włoszech, w regionie Marche, w prowincji Ankona.
Według danych na styczeń 2010 gminę zamieszkiwały 4783 osoby przy gęstości zaludnienia 807,9 os./1 km².